# Protandrena polita
Protandrena polita är en biart som beskrevs av Timberlake 1976. Protandrena polita ingår i släktet Protandrena och familjen grävbin. Inga underarter finns listade i Catalogue of Life.